# Smicrips texana
Smicrips texana is een keversoort uit de familie Smicripidae. De wetenschappelijke naam van de soort is voor het eerst geldig gepubliceerd in 1916 door Casey.